# 칠성장어
칠성장어(七星長魚, 학명: Lethenteron japonicus)는 칠성장어과 다묵장어속에 속하는 무악어류이다.
대부분은 민물고기이지만, 몇몇 개체들은 성어기를 바다에서 보내기도 한다. 현재 환경부 멸종위기 야생생물 2급으로 지정되어 보호받고 있다.
강원도의 칠성장어가 맛의 방주에 등재되어 있다.

## 형태
몸길이 63cm 정도이며 강해성어이다. 몸은 통 모양으로 뱀장어와 비슷하게 가늘고 길게 생겼다. 몸빛깔은 보통 등쪽은 담갈색이고 배쪽은 흰색이다. 산란기가 되면 등쪽은 짙은 푸른 갈색을 띠고 배쪽은 흰빛을 띤다. 비공은 머리의 등쪽에 있고 후낭은 구강과 통해 있지 않다. 미성숙어는 제1등지느러미와 제2등지느러미가 분리되어 있으나 성숙어는 서로 연결된다. 입은 머리의 배쪽에 있고 눈은 잘 발달되어 있다. 안쪽 귀에는 작은 주머니가 있고 구강의 안쪽과 혀에는 각질성(角質性)의 이가 나 있다. 아가미구멍은 일곱 쌍으로 각각 옆구리에 열려 있고 그 안은 식도 밑으로 통하는 아가미관에 이어져 있다. 턱·가슴지느러미·배지느러미 및 비늘은 없다. 칠성장어의 입은 둥글고 턱이 없지만 액체를 세차게 빨아들일 수 있도록 되어 있다. 입 안의 단단한 이로 먹이에 달라붙어 혀에 있는 이로 먹이의 피부를 찢는다.

## 습성
산란기는 3-6월인데 이때가 되면 몸이 짧아지고 알을 낳는데, 먼저 수컷이 빨판으로 강 바닥의 자갈을 파헤치고 나면, 암컷이 자갈에 달라붙어 몸을 뻗는다. 그러면 곧 여러 마리의 수컷이 모여들어 암컷의 머리에 흡착함으로써 알을 낳는데, 암컷은 하천의 상류로 올라와 알을 낳고 죽는다. 알은 점착성으로 검은 초록빛이다. 유생은 하천에서 살다가 가을과 겨울 사이에 변태한 후 다음해 5-6월에 바다로 내려간다. 그 후 소화관이 발달되어 다른 물고기에 달라붙어 살게 된다.